# パークス氷河
パークス氷河（パークスひょうが、英: Parks Glacier）は、南極大陸西南極のマリーバードランドに位置するシドリー山に存在する流出氷河である。氷河は「白い円形劇場」(White Amphitheater) と呼ばれるカルデラから南東方向へ流れ出ている。1959年にアメリカ地質調査所がエグゼクティブ・コミッティー山脈を調査し、周辺の地図を作成した。氷河の名称は1959年から1960年にかけてマリーバードランドを横断調査した地球物理学者で地震学者のペリー・E・パークス・ジュニアに因んで南極地名諮問委員会により命名された。